# EDoc-Server
Der eDoc-Server ist das institutionelle Repository der Max-Planck-Gesellschaft und eine Plattform für die Zugänglichmachung von Dokumenten im Rahmen des Open Access. Er wird von Instituten und Wissenschaftlern der Max-Planck-Gesellschaft genutzt, um die wissenschaftlichen Publikationen der Institute oder Individuen zu erfassen. Der eDoc-Server ist mit etwas über 157.000 Datensätzen das drittgrößte Repository in Deutschland.
Der erste Prototyp der Software wurde vom Heinz-Nixdorf-Zentrum für Informationsmanagement und dem Fritz-Haber-Institut der MPG im November 2001 programmiert. Für die Eingabe auf eDoc existieren 20 bibliothekarische „Genretypen“ für die einzelnen Publikationsgattungen. Der Server wird seit 2007 von der Max Planck Digital Library betrieben.
Wert und Nutzen des eDoc-Servers sind umstritten. Rafael Ball vom Forschungszentrum Jülich kritisierte 2004, „dass es bei diesem Server offensichtlich weniger um eine fachlich aufbereitete und strukturierte Wissenschafts-Information geht, als vielmehr um ein Instrument der Öffentlichkeitsarbeit der MPG. Tatsächlich findet man auf diesem Server eine Vielzahl verschiedenster Informationen nebeneinander […]“.